# Felicia Kentridge
Felicia Lady Kentridge, née le 7 août 1930 et morte le 7 juin 2015, est une avocate sud-africaine et militante anti-apartheid qui a cofondé le Centre sud-africain de ressources juridiques (LRC) en 1979. Le LRC représente les Sud-Africains noirs contre l'État d'apartheid. Felicia et son mari, l'avocat Sydney Kentridge sont engagés  dans le LRC après la fin de l'apartheid, bien qu'ils aient déménagé définitivement en Angleterre dans les années 1980.  

## Biographie

### Jeunesse et éducation
Felicia, Lady Kentridge, naît Felicia Nahoma Geffen à Johannesburg le 7 août 1930. Elle est la fille cadette d'une famille juive de juristes, sa mère étant la première femme avocate en Afrique du Sud.  Felicia étudie le droit à l'Université du Cap, puis à l'Université du Witwatersrand, où elle obtient son diplôme en droit LLB en 1953.  En 1952, alors qu'elle est encore étudiante, elle épouse Sydney Kentridge, un avocat qui défend Nelson Mandela et d'autres figures importantes de l'anti-apartheid lors du procès pour trahison de 1956,.

### Activisme anti-apartheid
Felicia et Sydney Kentridge sont tous deux de fervents opposants à l’apartheid. Felicia s'efforce d'annuler les bases légales de la ségrégation et de la discrimination en Afrique du Sud. Au début des années 1970, elle se rend aux États-Unis pour étudier le travail des centres juridiques d'intérêt public et a été inspirée à fonder une clinique juridique similaire pour les Sud-Africains pauvres en 1973,.    
En 1979, sous la direction des avocats américains des droits civiques Jack Greenberg et Michael Meltsner, elle et un groupe d'autres éminents avocats anti-apartheid, dont son mari Sydney et Arthur Chaskalson, créent le Legal Resources Centre (sur le modèle du NAACP Legal Defense and Educational Fund, dont Greenberg était alors directeur-avocat) pour faire campagne en faveur des droits de l'homme et de l'équité judiciaire pour les Sud-Africains noirs,.   
Felicia s'est rendue à l'étranger pour recueillir des soutiens pour le LRC et a réussi à obtenir des financements d'institutions telles que les fondations Carnegie, Ford et Rockefeller.   
Elle gère les affaires administratives du LRC et contribue également à certaines de ses victoires juridiques les plus significatives, aidant à annuler des lois discriminatoires comme le système de passes obligatoires pour les Sud-Africains, noirs,.  
Au début des années 1980, Felicia et son mari s'installent à Londres,  mais elle continue de se rendre régulièrement en Afrique du Sud pour soutenir le LRC. Elle occupe également le poste de présidente du Legal Resources Trust et contribue à la création du Southern Africa Legal Services and Legal Education Project ainsi que du British Legal Assistance Trust, qui devient une partie du Canon Collins Education and Legal Assistance Trust.  
Après la fin de l'apartheid en 1994, elle reste impliquée dans les activités du LRC, qui poursuit son travail juridique d'intérêt public jusqu'aujourd'hui. Le Conseil général du barreau sud-africain décerne chaque année un prix en son honneur, le Sydney and Felicia Kentridge Award, récompensant l'excellence dans le domaine du droit d'intérêt public. 

### Décès
Felicia se consacre à la peinture, en se spécialisant  dans  l'aquarelle. On lui a finalement diagnostiqué une paralysie supranucléaire progressive, qui l’a finalement laissée paralysée. Elle meurt à son domicile à Maida Vale, à Londres, le 7 juin 2015. 

## Vie privée
En 1952, Felicia épouse Sydney Kentridge, un avocat sud-africain et ancien juge de la Cour constitutionnelle, qui lui survécut. Au moment de son décès en 2015, elle avait quatre enfants, neuf petits-enfants et un arrière-petit-enfant. Son fils aîné, William, est un artiste, conférencier et cinéaste sud-africain.